# پروسکایت
پروسکایت  (به انگلیسی: Perovskite) با فرمول شیمیایی CaTiO3 از مجموعه کانی هاست و رادیواکتیویته کامل که با افزایش ادخال‌ها کاهش می‌یابد. این مینرال اولین بار در سال ۱۸۳۹ توسط گوستاو روز در کوه‌های اورال در روسیه کشف شده و به افتخار زمین‌شناس روسی پروسکایت (۱۷۹۲ - ۱۸۵۶) نامگذاری شده‌است.
در H2SO۴ حل نمی‌شود. در HF حل می‌شود. CaO:۴۱٫۲۴٪  TiO۲:۵۸٫۷۶٪ از نظر شکل بلور: پسودوهگزائدر - پسودواکتائدر - ماکله، رنگ: سیاه - قرمز قهوه‌ای - زرد، شفافیت: نیمه شفاف - کدر(اپاک)، شکستگی: صدفی، جلا: الماسی - فلزی - چرب، سیستم تبلور: ارترومبیک و در رده‌بندی اکسید است همچنین خاصیت مغناطیسی ندارد و منشأ تشکیل آن اولترابازیک - کربناتی - بازالت‌ها است.
همایند کانی‌شناسی (پارانژ) آن خاصییت مغناطیسی و رنگ اثر خطماگنتیت- پیروکلر- ایلمنیت- لوسیت- تیتانیت و غیره است.
، از نظر ژیزمان بلوری - آگرگات دانه‌ای - توده‌ای - نودولار کمیاب است و بیشتر در آلمان غربی، سوئیس، URSS، فنلاند، برزیل، آمریکا یافت می‌شود.
ساختار گروهی از ساختارهای بلوری ترکیبات سه‌تایی به نام این کانی پروسکایت نامیده‌شده‌است.

## ویژگی
خواص فیزیکی منحصربه‌فرد مواد پروسکایتی مانند ضریب جذب بالا، انتقال بار دوقطبی دوربرد، انرژی اتصال اکسایتون کم، ثابت دی‌الکتریک بالا، خواص فتوالکتریک و غیره باعث استفاده زیاد در کاربردهای نوری و فتوولتائیک می‌شود.